# Како је била зелена моја долина (филм)
Како је била зелена моја долина (енгл. How Green Was My Valley) је амерички драмски филм из 1941. године, режисера Џона Форда. Заснован је на истоименом роману Ричарда Луелина, према коме је сценарио написао Филип Дан, док је продуцент био Дарил Ф. Занук. Главне улоге у филму играју Волтер Пиџон, Морин О’Хара, Ана Ли, Доналд Крисп и Роди Макдауал.
Филм прати причу о породици Морган, вредној велшкој рударској породици, из угла најмлађег детета Хјуа, који живи са својим нежним и љубазним родитељима, као и са сестром и петоро браће, у долинама јужног Велса током касног викторијанског доба. Прича приказује живот на басенима угља у јужном Велсу, губитак тог начина живота и његове последице на породицу. Измишљено село у филму засновано је на Гилфаху Гоху, где је Луелин провео многа лета у посети свом деди, и послужило је као инспирација за роман. Аутор је тврдио да је засновао књигу на сопственим личним искуствима, али се показало да је то нетачно након његове смрти; Луелин је био Енглез и провео је мало времена у Велсу, иако је био велшког порекла. Прикупио је материјал за роман из разговора са локалним рударским породицама у Гилфах Гоху.
Био је номинован за десет Оскара, а освојио је пет, победивши Грађанина Кејна, Наредника Јорка и Малтешког сокола у конкуренцији за најбољи филм, док је Форд освојио оног за најбољу режију, Доналд Крисп за најбољег споредног глумца, Артур Милер за најбољу фотографију, док су Ричард Деј, Нејтан Х. Јуран и Томас Литл награђени за најбољу црно-белу сценографију. Године 1990, Конгресна библиотека је изабрала овај филм за очување у Националном регистру филмова због „културног, историјског или естетског значаја”.

## Радња
Филм почиње монологом старијег Хјуа Моргана: „Пакујем своје ствари у шал који је моја мајка носила када је ишла на пијацу. И идем из своје долине. Али овог пута се никада нећу вратити.” Долина и њена села сада су поцрнела од прашине рудника угља који окружују ово подручје.
Млади Хју, најмлађе дете Гвилима Моргана, долази кући са оцем, где га чека мајка Бет. Његова старија браћа, Јанто, Ајвор, Дејви, Гвилим Млађи и Овен раде у руднику угља са својим оцем, док сестра Ангхарад одржава кућу са мајком. Хјуово детињство је идилично; градић, који још није преплављен рударским загађењем, је прелеп, домаћинство је топло и љубазно, а рудари певају док се враћају кући. Плате се прикупљају, људи се купају, а затим једу заједно. Након тога се новац за трошење дели. Хју је одушевљен када упознаје Бронвин, девојку верену за његовог најстаријег брата, Ајвора. На бурној свадбеној забави Ангарад упознаје новог проповедника, господина Грифида, и постоји очигледна обострана привлачност.
Невоље почињу када власник рудника смањи плате, а рудари почну да штрајкују у знак протеста. Гвилимов покушај да посредује тако што не подржи штрајк удаљава га од осталих рудара, као и од његових старијих синова, који напуштају кућу. Бет прекида касни ноћни састанак штрајкача, претећи да ће убити свакога ко повреди њеног мужа. Она и Хју у мраку крећу преко поља у снежној мећави на путу кући. Касније, штрајкачи чују како Хју зове у помоћ. Спасавају Бет и Хјуа из реке. Бет су ноге привремено парализоване и доктор се плаши да Хју, кога је задесила иста судбина, више никада неће ходати. На крају се опоравља уз помоћ господина Грифида, што га додатно привлачи Ангарад.
Штрајк је на крају решен и Гвилим и његови синови се мире, али су многи рудари остали без посла. Изузетно лепој Ангарад удвара се син власника рудника, Јестин Еванс. Иако између ње и господина Грифида постоји обострана привлачност, он не може да поднесе да је подвргне тешком, спартанском животу осиромашеног црквењака. Ангарад невољно пристаје на брак без љубави са Евансом и они се селе из земље.
Хју креће у школу у оближњем селу. Тамо га злостављају други дечаци, па га боксер Даи Бандо и његов пријатељ Сифарта уче га да се бори. Након што га једном приликом истуче окрутни учитељ, господин Џонас, Даи Бандо освети Хјуа импровизованим бокс мечом са господином Џонасом на радост његових ученика.
Бронвин сазнаје да је Ајвор погинуо у рударској несрећи. Шок ју је довео до порођаја и родила је сина. Касније су два Морганова сина отпуштена у корист мање искусних, јефтинијих радника. Без изгледа за посао, одлазе да траже срећу у иностранству. Хју добија стипендију за универзитет, али на ужаснутост свог оца одбија, да би остао и радио у руднику. Он се сели са Бронвин, како би јој помогао да прехрани њу и њено дете.
Када се Ангарад врати без мужа, градом се шире трачеви о њеном предстојећем разводу. На крају је најављено да ће бити одржан састанак Ђакона − управног савета локалне калвинистичке методистичке капеле − да би се осудила и екскомуницирала Ангарад. Ово разбесни господина Грифида, јер он зна да она није урадила ништа осим што се вратила кући из Кејптауна без свог мужа. Након што је осудио малоумност Ђакона, он изјури са скупа са намером да напусти град.
Те вечери се огласи звиждук за узбуну, сигнализирајући још једну рударску катастрофу. Неколико мушкараца је повређено, а Гвилим и други су заробљени у пећини. Господин Грифид угледа Ангарад, која је пожурила у рудник по свог оца; а по његовом изразу лица види се да он сада никада неће отићи. Док га она молећиво гледа, он дозива: „Ко је за Гвилима Моргана и остале?”
Хју, господин Грифид и Даи Бандо затим се спуштају са другим добровољцима да спасу преостале рударе. Гвилим и његов син се накратко поново виде, након чега отац подлеже повредама.
Изнад, у хладноћи светле зоре, жене из породице − Ангарад, Бронвин и Бет Морган − бделе су целе ноћи; када Бет каже, непосредно након Гвилимове смрти: „Он је управо дошао. Ајвор је био са њим. Рекао ми је о слави коју је видео!” Тада звук ременице најављује да се лифт враћа из дубине рудника. Хју држи тело свог оца, његово лице је црно од угља лишено младалачке невиности.
Нарација старијег Хјуа се присећа: „Људи попут мог оца не могу да умру. Они су још увек са мном, стварни у сећању као што су били у телу, вољени и вољени заувек. Како је била зелена моја долина.” Филм се завршава монтажом породичних вињета на којима је Хју са оцем и мајком, његовом браћом и сестром.

## Улоге
| Глумац         | Улога              |
| -------------- | ------------------ |
| Волтер Пиџон   | господин Грифид    |
| Морин О’Хара   | Ангарад Морган     |
| Ана Ли         | Бронвин            |
| Доналд Крисп   | Гвилим Морган      |
| Роди Макдауал  | Хју Морган         |
| Џон Лодер      | Јанто Морган       |
| Сара Олгуд     | госпођа Бет Морган |
| Бари Фицџералд | Сифарта            |
| Патрик Ноулс   | Ајвор Морган       |
| Мортон Лаури   | господин Џонас     |
| Артур Шилдс    | господин Пари      |

## Награде и номинације

### Награда Оскар
| Награда               | Особа                              |
| Најбољи филм          | Дарил Ф. Занук                     |
| Режија                | Џон Форд                           |
| Споредна мушка улога  | Доналд Крисп                       |
| Уметнички директор    | Ричард Деј Нејтан Јуран Томас Литл |
| Фотографија           | Артур Милер                        |
| Номинације            | Особа                              |
| Сценарио              | Филип Дан                          |
| Споредна женска улога | Сара Олгуд                         |
| Монтажа               | Џејмс Б. Кларк                     |
| Музика                | Алфред Њумен                       |
| Звук                  | Едмунд Х. Хансен                   |